# Brachyctenistis pallescens
Brachyctenistis pallescens là một loài bướm đêm trong họ Geometridae.